# Regió eclesiàstica Marques

Situació de les Marques a Itàlia

La regió eclesiàstica Marques és una de les setze regions eclesiàstiques en les que està dividit el territori de l'Església catòlica a Itàlia.

## Territori
El territori es correspon grosso modo al de la regió administrativa Marques. La major excepció és el Montefeltro, administrativament de les Marques però inclòs al bisbat de San Marino-Montefeltro, a la regió eclesiàstica Emília-Romanya. Al sud la regió ocupa cinc municipis de la província de Teramo: Ancarano i part del municipi de Valle Castellana (inclosa la capital) al bisbat d'Ascoli Piceno; Civitella del Tronto, Colonnella, Martinsicuro i Sant'Egidio alla Vibrata al de San Benedetto del Tronto-Ripatransone-Montalto.

## Història
La difusió del cristianisme va tenir lloc entre els segles IV i V. Però els segles successius van ser difícils a causa de les invasions bàrbares. Al segle viii, amb la donació de Carlemany del territori als Estats Pontificis, la presència religiosa va ser molt forta, fins al 1860, amb l'annexió al Regne d'Itàlia.

## La regió eclesiàstica avui

### Subdivisions
- Arquebisbat d'Ancona-Osimo
  - Bisbat de Fabriano-Matelica
  - Bisbat de Jesi
  - Prelatura territorial de Loreto
  - Bisbat de Senigallia
- Arquebisbat de Fermo
  - Bisbat d'Ascoli Piceno
  - Arquebisbat de Camerino-San Severino Marche
  - Bisbat de Macerata-Tolentino-Recanati-Cingoli-Treia
  - Bisbat de San Benedetto del Tronto-Ripatransone-Montalto
- Arquebisbat de Pesaro
  - Bisbat de Fano-Fossombrone-Cagli-Pergola
  - Arquebisbat d'Urbino-Urbania-Sant'Angelo in Vado

### Organigrama

#### Conferència episcopal de les Marques
- President: cardenal Edoardo Menichelli, arquebisbe metropolità d'Ancona-Osimo
- Vicepresident: Piero Coccia, arquebisbe metropolità de Pesaro
- Secretari: Giovanni Tani, arquebisbe d'Urbino-Urbania-Sant'Angelo in Vado[1]

## Diòcesis de les Marques suprimides
- Bisbat de Civitanova
- Bisbat de Falerone
- Bisbat de Numana
- Bisbat d'Ostra
- Bisbat de Pausula
- Bisbat de Potenza Picena
- Bisbat de Tronto
- Bisbat d'Urbisaglia